# Unitat Nacional (Uruguai)
Unitat Nacional (UNA) és un sector polític del Partit Nacional de l'Uruguai.
Creat per l'expresident Luis Alberto Lacalle l'any 2008 amb la idea de generar un nou corrent de pensament i d'acció política de cara a les eleccions de 2009. Inclou elements de l'herrerisme i del wilsonisme, els quals van decidir unificar les seves forces.
Entre els seus militants més destacats cal mencionar a l'exvicepresident Gonzalo Aguirre Ramírez, antic líder de Renovació i Victòria (RiV).
Cap a l'agost del 2008, les enquestes van mostrar un clar repunt de Lacalle a la interna nacionalista. Com a resultat, va ser elegit candidat presidencial a les primàries pel seu partit.